# Federico III de Alta Lotaringia
Federico III (h. 1020 – 1033) fue el conde de Bar y duque de Lorena Superior desde la muerte de su padre, Federico II, en 1026 o 1027 hasta su propia muerte. Su madre fue Matilde de Suabia, hija de Herman II de Suabia.
Su padre había sido duque conjunto desde 1019 y su abuelo, Teodorico I, siguió reinando hasta su propia muerte en 1027 o 1028.   Su reinado es completamente oscuro. Ni siquiera se sabe quién fue su regente. Murió joven y su condado pasó a su hermana Sofía mientras que Lorena fue entregada a Gotelón I, duque de la Baja Lorena.
| Predecesor: Federico II | Duque de Lorena Superior 1026-1033 | Sucesor: Gotelón I |

- Datos: Q693903